# Пиетросу (Бузау)
Пиетросу (рум. Pietrosu) насеље је у Румунији у округу Бузау у општини Костешти. Oпштина се налази на надморској висини од 82 m.

## Становништво
Према подацима из 2002. године у насељу је живело 1346 становника.

### Попис2002.
| Расподела становништва по националности 2002.‍ | Расподела становништва по националности 2002.‍ | Расподела становништва по националности 2002.‍ | Расподела становништва по националности 2002.‍ | Расподела становништва по националности 2002.‍ |
| --------------------------------------------- | --------------------------------------------- | --------------------------------------------- | --------------------------------------------- | --------------------------------------------- |
|                                               |                                               |                                               |                                               |                                               |
| Румуни                                        | Румуни                                        |                                               | 1.204                                         | 89,5%                                         |
| Роми                                          | Роми                                          |                                               | 142                                           | 10,5%                                         |